# 錫爾弗頓 (密蘇里州)
錫爾弗頓（英語：Silverton）是位於美國密蘇里州道格拉斯縣的鬼鎮。

## 歷史
錫爾弗頓的郵局於1889年設立，其後於1933年停運。

## 地理
錫爾弗頓所處的海拔為高於海平面341米（即1119英呎），而該地所採用的時區為UTC-6，即北美中部時區（CST）。同時該地設有夏令時間，為UTC-6調快一小時，即UTC-5（CDT）。